# ألكسيس بوير
ألكسيس بوير (بالفرنسية: Alexis Boyer) هو جراح وطبيب فرنسي، ولد في 1 مارس 1757 في Uzerche ‏ في فرنسا، وتوفي في 23 نوفمبر 1833 في باريس في فرنسا.